# Orientale lumen
Orientale lumen neboli Světlo z východu je apoštolský list papeže Jana Pavla II., který je věnován východnímu křesťanství. Zveřejněn byl 2. května 1995. Byl napsán při příležitosti 100. výročí apoštolského listu Orientalium dignitas (1894) papeže Lva XIII.

## Obsah
- Východní obřady jsou stejnou součástí katolické církve jako je latinský ritus, jsou stejně úctyhodné, spásonosné a stejně katolické. Bez nich by katolická církev nebyla skutečně katolickou.
- Východní církve mají svojí vlastní teologii, která je též katolickou teologií, i když se někdy liší od západní katolické teologie.
- Zvláště vyzdvihuje teologii zbožštění člověka (theosis) jako základ teologie východních církví.
- Hodně místa věnuje mnišství jako radikální formě prožívání křestního povolání a zdůrazňuje potřebu kontemplativního mnišství v současném světě.
- Jan Pavel II. v listu vyzývá východní katolíky k očištění od latinizace a obnovení své autentické východní identity.
- Římskokatolíky vyzývá, aby poznávali křesťanský východ a vážili si ho.
- Významným faktem je že Jan Pavel II. v listu jen málokdy rozlišuje katolický a nekatolický křesťanský východ, čímž zdůrazňuje že mají jedno a totéž společné dědictví, stejnou tradici – liturgickou, spirituální a právně-disciplinární i teologickou. List má celkově výrazný ekumenický aspekt.

Pro řeckokatolíky je to asi nejvýznamnější dokument Jana Pavla II.